# Mano Menezes
Luís Antônio Wenker de Menezes, meglio noto come Mano Menezes (Passo do Sobrado, 11 giugno 1962), è un allenatore di calcio ed ex calciatore brasiliano, di ruolo difensore, tecnico del Grêmio.

## Carriera

### Giocatore
Iniziò la carriera nel calcio come giocatore, ricoprendo il ruolo di difensore centrale nel Guarani de Venâncio Aires tra gli anni settanta e anni ottanta; conquistò anche un campionato amatori nel 1988, realizzando il calcio di rigore decisivo. Terminò la carriera per dedicarsi allo studio dell'educazione fisica e alla carriera di allenatore, che iniziò nel 1986 con il SESI di Rio Grande do Sul e proseguì nelle giovanili di Guarani de Venâncio Aires, Juventude e Internacional (con un periodo anche al Cruzeiro nel 1997 insieme a Paulo Autuori).

### Allenatore

#### Inizi
Nel Guarani de Venâncio Aires il tecnico raggiunse la qualificazione alla Copa Sul-Minas nel 2002, vincendo il campionato statale; guadagnò ulteriore notorietà dopo la buona Coppa del Brasile 2004 alla guida del 15 de Novembro, con cui ottenne il terzo posto.

#### Grêmio
Il 21 aprile 2005 fu chiamato del Grêmio per riportare il club in Série A; centrò l'obiettivo di vincere la Série B, in seguito alla cosiddetta "batalha dos Aflitos" contro il Náutico a Recife. L’anno seguente lo portò alla vittoria del Campionato Gaúcho, battendo l'Internacional, aggiudicandosi il titolo che mancava al club tricolore dal 2001; Si classificò al terzo posto nel campionato, ottenendo così la qualificazione alla Coppa Libertadores. Il terzo anno alla guida del club vinse nuovamente il campionato statale e raggiunse la finale della Coppa Libertadores, perdendo poi nel doppio confronto con il Boca Juniors. Il 2 dicembre 2007 il club e il tecnico si separano.

#### Corinthians
Il 5 dicembre fu messo sotto contratto dal Corinthians, con l'obiettivo di riportare il club in Série A, dopo la retrocessione in Série B.
Il 28 novembre 2007 ufficializzò il termine del suo contratto con il Grêmio, e in Copa do Brasil riuscì a raggiungere la finale contro lo Sport, perdendo. L'8 novembre 2008 portò il Corinthians alla vittoria del Campeonato Brasileiro Série B.

#### Nazionale brasiliana
Il 23 luglio 2010 la Federazione nomina Muricy Ramalho ct della Nazionale brasiliana: Ramalho è però costretto a rinunciare a causa del suo vincolo con il Fluminense che si rifiuta di liberarlo. Mano Menezes viene dunque scelto come nuovo commissario tecnico della Seleção (al Corinthians gli subentra Adenor Leonardo Bacchi, detto Tite) e il 24 luglio accetta il nuovo ruolo. Il 23 novembre 2012 il tecnico viene esonerato dal Brasile.

## Statistiche

### Statistiche da allenatore

#### Club
Statistiche aggiornate al 8 luglio 2025; in grassetto le competizioni vinte.
| Stagione             | Squadra              | Campionato           | Campionato | Campionato | Campionato | Campionato | Coppe nazionali | Coppe nazionali | Coppe nazionali | Coppe nazionali | Coppe nazionali | Coppe continentali | Coppe continentali | Coppe continentali | Coppe continentali | Coppe continentali | Altre coppe | Altre coppe | Altre coppe | Altre coppe | Altre coppe | Totale | Totale | Totale | Totale | % Vittorie | Piazzamento   |
| Stagione             | Squadra              | Comp                 | G          | V          | N          | P          | Comp            | G               | V               | N               | P               | Comp               | G                  | V                  | N                  | P                  | Comp        | G           | V           | N           | P           | G      | V      | N      | P      | %          | Piazzamento   |
| -------------------- | -------------------- | -------------------- | ---------- | ---------- | ---------- | ---------- | --------------- | --------------- | --------------- | --------------- | --------------- | ------------------ | ------------------ | ------------------ | ------------------ | ------------------ | ----------- | ----------- | ----------- | ----------- | ----------- | ------ | ------ | ------ | ------ | ---------- | ------------- |
| 1997                 | Guarani-VA           | G2                   | 18         | 11         | 2          | 5          | -               | -               | -               | -               | -               | -                  | -                  | -                  | -                  | -                  | -           | -           | -           | -           | -           | 18     | 11     | 2      | 5      | 61,11      | 1° (prom.)    |
| 1998                 | Guarani-VA           | G                    | 10         | 3          | 5          | 2          | -               | -               | -               | -               | -               | -                  | -                  | -                  | -                  | -                  | -           | -           | -           | -           | -           | 10     | 3      | 5      | 2      | 30,00      | 9°            |
| 1999                 | Guarani-VA           | G                    | 16         | 5          | 4          | 7          | -               | -               | -               | -               | -               | -                  | -                  | -                  | -                  | -                  | -           | -           | -           | -           | -           | 16     | 5      | 4      | 7      | 31,25      | 12°           |
| 2002                 | Guarani-VA           | G                    | 30         | 10         | 11         | 9          | -               | -               | -               | -               | -               | -                  | -                  | -                  | -                  | -                  | -           | -           | -           | -           | -           | 30     | 10     | 11     | 9      | 33,33      | 6°            |
| 2002                 | Brasil de Pelotas    | C                    | 8          | 5          | 1          | 2          | -               | -               | -               | -               | -               | -                  | -                  | -                  | -                  | -                  | -           | -           | -           | -           | -           | 8      | 5      | 1      | 2      | 62,50      | 18°           |
| 2003                 | Guarani-VA           | G                    | 26         | 11         | 7          | 8          | CB              | 2               | 1               | 0               | 1               | -                  | -                  | -                  | -                  | -                  | -           | -           | -           | -           | -           | 28     | 12     | 7      | 9      | 42,86      | 6°            |
| Totale Guarani-VA    | Totale Guarani-VA    | Totale Guarani-VA    | 100        | 40         | 29         | 31         |                 | 2               | 1               | 0               | 1               |                    | -                  | -                  | -                  | -                  |             | -           | -           | -           | -           | 102    | 41     | 29     | 32     | 40,20      |               |
| 2003                 | Iraty                | C                    | 8          | 5          | 1          | 2          | -               | -               | -               | -               | -               | -                  | -                  | -                  | -                  | -                  | -           | -           | -           | -           | -           | 8      | 5      | 1      | 2      | 62,50      | 76°           |
| 2004                 | 15 de Novembro       | G                    | 34         | 14         | 8          | 12         | CB              | 10              | 6               | 3               | 1               | -                  | -                  | -                  | -                  | -                  | -           | -           | -           | -           | -           | 44     | 20     | 11     | 13     | 45,45      | 7°            |
| 2004                 | Caxias               | B                    | 13         | 8          | 2          | 3          | CG              | 16              | 8               | 6               | 2               | -                  | -                  | -                  | -                  | -                  | -           | -           | -           | -           | -           | 29     | 16     | 8      | 5      | 55,17      | Sub. 10°      |
| 2005                 | Caxias               | G                    | 16         | 7          | 4          | 5          | -               | -               | -               | -               | -               | -                  | -                  | -                  | -                  | -                  | -           | -           | -           | -           | -           | 16     | 7      | 4      | 5      | 43,75      | 4°            |
| Totale Caxias        | Totale Caxias        | Totale Caxias        | 29         | 15         | 6          | 8          |                 | 16              | 8               | 6               | 2               |                    | -                  | -                  | -                  | -                  |             | -           | -           | -           | -           | 45     | 23     | 12     | 10     | 51,11      |               |
| 2005                 | Grêmio               | G+B                  | 4+33       | 2+16       | 1+11       | 1+6        | CB              | 1               | 0               | 0               | 1               | -                  | -                  | -                  | -                  | -                  | -           | -           | -           | -           | -           | 38     | 18     | 12     | 8      | 47,37      | 1° (prom.)    |
| 2006                 | Grêmio               | G+A                  | 18+38      | 11+20      | 6+7        | 1+11       | CB              | 4               | 3               | 0               | 1               | -                  | -                  | -                  | -                  | -                  | -           | -           | -           | -           | -           | 60     | 34     | 13     | 13     | 56,67      | 3°            |
| 2007                 | Grêmio               | G+A                  | 20+38      | 15+17      | 2+7        | 3+14       | -               | -               | -               | -               | -               | CL                 | 14                 | 6                  | 1                  | 7                  | -           | -           | -           | -           | -           | 72     | 38     | 10     | 24     | 52,78      | 6°            |
| 2008                 | Corinthians          | A1/SP+B              | 19+38      | 9+25       | 6+10       | 4+3        | CB              | 11              | 8               | 0               | 3               | -                  | -                  | -                  | -                  | -                  | -           | -           | -           | -           | -           | 68     | 42     | 16     | 10     | 61,76      | 1° (prom.)    |
| 2009                 | Corinthians          | A1/SP+A              | 23+38      | 13+14      | 10+10      | 0+14       | CB              | 10              | 5               | 4               | 1               | -                  | -                  | -                  | -                  | -                  | -           | -           | -           | -           | -           | 71     | 32     | 20     | 14     | 45,07      | 10°           |
| 2010                 | Corinthians          | A1/SP+A              | 19+11      | 10+7       | 5+3        | 4+1        | -               | -               | -               | -               | -               | CL                 | 8                  | 6                  | 1                  | 1                  | -           | -           | -           | -           | -           | 38     | 23     | 9      | 6      | 60,53      | Risoluz.      |
| 2013                 | Flamengo             | A                    | 17         | 5          | 6          | 6          | CB              | 4               | 3               | 0               | 1               | -                  | -                  | -                  | -                  | -                  | -           | -           | -           | -           | -           | 21     | 8      | 6      | 7      | 38,10      | Sub. Dimis.   |
| 2014                 | Corinthians          | A1/SP+A              | 15+38      | 7+19       | 3+12       | 5+7        | CB              | 8               | 5               | 0               | 3               | -                  | -                  | -                  | -                  | -                  | -           | -           | -           | -           | -           | 61     | 31     | 15     | 15     | 50,82      | 4°            |
| 2015                 | Cruzeiro             | A                    | 16         | 8          | 6          | 2          | -               | -               | -               | -               | -               | -                  | -                  | -                  | -                  | -                  | -           | -           | -           | -           | -           | 16     | 8      | 6      | 2      | 50,00      | Sub. 8°       |
| 2016                 | Shandong Taishan     | CSL                  | 11         | 2          | 3          | 6          | CC              | 1               | 1               | 0               | 0               | ACL                | 10                 | 5                  | 4                  | 1                  | -           | -           | -           | -           | -           | 22     | 8      | 7      | 7      | 36,36      | Eson.         |
| 2016                 | Cruzeiro             | A                    | 22         | 10         | 6          | 6          | CB              | 6               | 3               | 1               | 2               | -                  | -                  | -                  | -                  | -                  | -           | -           | -           | -           | -           | 28     | 13     | 7      | 8      | 46,43      | Sub. 12°      |
| 2017                 | Cruzeiro             | MG+A                 | 15+38      | 9+15       | 5+12       | 1+11       | CB              | 14              | 7               | 5               | 2               | CS                 | 2                  | 1                  | 0                  | 1                  | PL          | 5           | 3           | 2           | 0           | 74     | 35     | 24     | 15     | 47,30      | 5°            |
| 2018                 | Cruzeiro             | MG+A                 | 16+38      | 13+14      | 2+11       | 1+13       | CB              | 8               | 5               | 2               | 1               | CL                 | 10                 | 4                  | 3                  | 3                  | -           | -           | -           | -           | -           | 72     | 36     | 18     | 18     | 50,00      | 8°            |
| 2019                 | Cruzeiro             | MG+A                 | 16+13      | 11+2       | 5+4        | 0+7        | CB              | 5               | 1               | 2               | 2               | CL                 | 8                  | 5                  | 2                  | 1                  | -           | -           | -           | -           | -           | 42     | 19     | 13     | 10     | 45,24      | Dimis.        |
| Totale Cruzeiro      | Totale Cruzeiro      | Totale Cruzeiro      | 174        | 82         | 51         | 41         |                 | 33              | 16              | 10              | 7               |                    | 20                 | 10                 | 5                  | 5                  |             | 5           | 3           | 2           | 0           | 232    | 111    | 68     | 53     | 47,84      |               |
| 2019                 | Palmeiras            | A                    | 20         | 11         | 5          | 4          | -               | -               | -               | -               | -               | -                  | -                  | -                  | -                  | -                  | -           | -           | -           | -           | -           | 20     | 11     | 5      | 4      | 55,00      | Sub. eson.    |
| 2020                 | Bahia                | A                    | 18         | 6          | 1          | 11         | -               | -               | -               | -               | -               | CS                 | 6                  | 2                  | 1                  | 3                  | -           | -           | -           | -           | -           | 24     | 8      | 2      | 14     | 33,33      | Sub. eson.    |
| apr.-mag. 2021       | Al-Nassr             | SPL                  | 5          | 3          | 1          | 1          | -               | -               | -               | -               | -               | ACL                | 6                  | 3                  | 2                  | 1                  | -           | -           | -           | -           | -           | 11     | 6      | 3      | 2      | 54,55      | Sub. 6°       |
| ago.-set. 2021       | Al-Nassr             | SPL                  | 4          | 2          | 0          | 2          | -               | -               | -               | -               | -               | ACL                | 1                  | 1                  | 0                  | 0                  | -           | -           | -           | -           | -           | 5      | 3      | 0      | 2      | 60,00      | Eson.         |
| Totale Al-Nassr      | Totale Al-Nassr      | Totale Al-Nassr      | 9          | 5          | 1          | 3          |                 | -               | -               | -               | -               |                    | 7                  | 4                  | 2                  | 1                  |             | -           | -           | -           | -           | 16     | 9      | 3      | 4      | 56,25      |               |
| 2022                 | Internacional        | A                    | 36         | 19         | 13         | 4          | -               | -               | -               | -               | -               | CS                 | 8                  | 4                  | 3                  | 1                  | -           | -           | -           | -           | -           | 44     | 23     | 16     | 5      | 52,27      | Sub. 2°       |
| 2023                 | Internacional        | G+A                  | 13+15      | 6+6        | 6+4        | 1+5        | CB              | 4               | 2               | 0               | 2               | CL                 | 6                  | 3                  | 3                  | 0                  | -           | -           | -           | -           | -           | 38     | 17     | 13     | 8      | 44,74      | Eson.         |
| Totale Internacional | Totale Internacional | Totale Internacional | 64         | 31         | 23         | 10         |                 | 4               | 2               | 0               | 2               |                    | 14                 | 7                  | 6                  | 1                  |             | -           | -           | -           | -           | 82     | 40     | 29     | 13     | 48,78      |               |
| 2023                 | Corinthians          | A                    | 14         | 5          | 5          | 4          | -               | -               | -               | -               | -               | CS                 | 1                  | 0                  | 0                  | 1                  | -           | -           | -           | -           | -           | 15     | 5      | 5      | 5      | 33,33      | Sub. 13°      |
| 2024                 | Corinthians          | A1/SP                | 5          | 1          | 0          | 4          | -               | -               | -               | -               | -               | -                  | -                  | -                  | -                  | -                  | -           | -           | -           | -           | -           | 5      | 1      | 0      | 4      | 20,00      | Eson.         |
| Totale Corinthians   | Totale Corinthians   | Totale Corinthians   | 220        | 110        | 64         | 46         |                 | 29              | 18              | 4               | 7               |                    | 9                  | 6                  | 1                  | 2                  |             | -           | -           | -           | -           | 258    | 134    | 69     | 55     | 51,94      |               |
| 2024                 | Fluminense           | A                    | 25         | 11         | 7          | 7          | CB              | 2               | 0               | 1               | 1               | CL                 | 4                  | 2                  | 0                  | 2                  | -           | -           | -           | -           | -           | 31     | 13     | 8      | 10     | 41,94      | Sub. 13°      |
| 2025                 | Fluminense           | RJ+A                 | 15+1       | 5+0        | 7+0        | 3+1        | CB              | 2               | 2               | 0               | 0               | -                  | -                  | -                  | -                  | -                  | -           | -           | -           | -           | -           | 18     | 7      | 7      | 4      | 38,89      | Eson.         |
| Totale Fluminense    | Totale Fluminense    | Totale Fluminense    | 41         | 16         | 14         | 11         |                 | 4               | 2               | 1               | 1               |                    | 4                  | 2                  | 0                  | 2                  |             | -           | -           | -           | -           | 49     | 20     | 15     | 14     | 40,82      |               |
| 2025                 | Grêmio               | A                    | 7          | 3          | 3          | 1          | CB              | 2               | 0               | 1               | 1               | CS                 | 4                  | 1                  | 3                  | 0                  | RG          | 1           | 1           | 0           | 0           | 14     | 5      | 7      | 2      | 35,71      | Sub. in corso |
| Totale Gremio        | Totale Gremio        | Totale Gremio        | 158        | 84         | 37         | 37         |                 | 7               | 3               | 1               | 3               |                    | 18                 | 7                  | 4                  | 7                  |             | 1           | 1           | 0           | 0           | 184    | 95     | 42     | 47     | 51,63      |               |
| Totale carriera      | Totale carriera      | Totale carriera      | 911        | 431        | 250        | 230        |                 | 110             | 60              | 25              | 25              |                    | 88                 | 43                 | 23                 | 22                 |             | 6           | 4           | 2           | 0           | 1 115  | 538    | 300    | 277    | 48,25      |               |

#### Nazionale
| Squadra | Naz                | dal            | al               | Record | Record | Record | Record     | Record | Record | Record | Record |
| G       | V                  | N              | P                | GF     | GS     | DR     | % Vittorie |        |        |        |        |
| ------- | ------------------ | -------------- | ---------------- | ------ | ------ | ------ | ---------- | ------ | ------ | ------ | ------ |
| Brasile | Brasile (bandiera) | 10 agosto 2010 | 21 novembre 2012 | 33     | 22     | 6      | 5          | 68     | 21     | +47    | 66,67  |

#### Panchine da commissario tecnico della nazionale brasiliana
| Cronologia completa delle presenze e delle reti in nazionale ― Brasile | Cronologia completa delle presenze e delle reti in nazionale ― Brasile | Cronologia completa delle presenze e delle reti in nazionale ― Brasile | Cronologia completa delle presenze e delle reti in nazionale ― Brasile | Cronologia completa delle presenze e delle reti in nazionale ― Brasile | Cronologia completa delle presenze e delle reti in nazionale ― Brasile | Cronologia completa delle presenze e delle reti in nazionale ― Brasile | Cronologia completa delle presenze e delle reti in nazionale ― Brasile |
| Data                                                                   | Città                                                                  | In casa                                                                | Risultato                                                              | Ospiti                                                                 | Competizione                                                           | Reti                                                                   | Note                                                                   |
| ---------------------------------------------------------------------- | ---------------------------------------------------------------------- | ---------------------------------------------------------------------- | ---------------------------------------------------------------------- | ---------------------------------------------------------------------- | ---------------------------------------------------------------------- | ---------------------------------------------------------------------- | ---------------------------------------------------------------------- |
| 10-8-2010                                                              | East Rutherford                                                        | Stati Uniti                                                            | 0 – 2                                                                  | Brasile                                                                | Amichevole                                                             | Neymar Alexandre Pato                                                  | Cap: Robinho                                                           |
| 7-10-2010                                                              | Abu Dhabi                                                              | Brasile                                                                | 3 – 0                                                                  | Iran                                                                   | Amichevole                                                             | Dani Alves Alexandre Pato Nilmar                                       | Cap: Robinho                                                           |
| 11-10-2010                                                             | Derby                                                                  | Brasile                                                                | 2 – 0                                                                  | Ucraina                                                                | Amichevole                                                             | Dani Alves Alexandre Pato                                              | Cap: Robinho                                                           |
| 17-11-2010                                                             | Doha                                                                   | Argentina                                                              | 1 – 0                                                                  | Brasile                                                                | Amichevole                                                             | -                                                                      | Cap: Robinho                                                           |
| 9-2-2011                                                               | Saint-Denis                                                            | Francia                                                                | 1 – 0                                                                  | Brasile                                                                | Amichevole                                                             | -                                                                      | Cap: Robinho                                                           |
| 27-3-2011                                                              | Londra                                                                 | Scozia                                                                 | 0 – 2                                                                  | Brasile                                                                | Amichevole                                                             | 2 Neymar 1 (rig.)                                                      | Cap: Lucio                                                             |
| 4-6-2011                                                               | Goiânia                                                                | Brasile                                                                | 0 – 0                                                                  | Paesi Bassi                                                            | Amichevole                                                             | -                                                                      | Cap: Lucio                                                             |
| 7-6-2011                                                               | San Paolo                                                              | Brasile                                                                | 1 – 0                                                                  | Romania                                                                | Amichevole                                                             | Fred                                                                   | Cap: Lucio                                                             |
| 3-7-2011                                                               | La Plata                                                               | Brasile                                                                | 0 – 0                                                                  | Venezuela                                                              | Coppa America 2011 - 1º turno                                          | -                                                                      | Cap: Lucio                                                             |
| 9-7-2011                                                               | Córdoba                                                                | Brasile                                                                | 2 – 2                                                                  | Paraguay                                                               | Coppa America 2011 - 1º turno                                          | Jádson Fred                                                            | Cap: Lucio                                                             |
| 13-7-2011                                                              | Córdoba                                                                | Brasile                                                                | 4 – 2                                                                  | Ecuador                                                                | Coppa America 2011 - 1º turno                                          | 2 Alexandre Pato 2 Neymar                                              | Cap: Lucio                                                             |
| 17-7-2011                                                              | La Plata                                                               | Brasile                                                                | 0 – 0 (0 -2 dtr)                                                       | Paraguay                                                               | Coppa America 2011 - Quarti di finale                                  | -                                                                      | Cap: Lucio                                                             |
| 10-8-2011                                                              | Stoccarda                                                              | Germania                                                               | 3 – 2                                                                  | Brasile                                                                | Amichevole                                                             | Robinho (rig.) Neymar                                                  | Cap: Lucio                                                             |
| 5-9-2011                                                               | Londra                                                                 | Brasile                                                                | 1 – 0                                                                  | Ghana                                                                  | Amichevole                                                             | Leandro Damião                                                         | Cap: Lucio                                                             |
| 14-9-2011                                                              | Córdoba                                                                | Argentina                                                              | 0 – 0                                                                  | Brasile                                                                | Superclásico de las Américas                                           | -                                                                      | Cap: Ronaldinho                                                        |
| 28-9-2011                                                              | Belém                                                                  | Brasile                                                                | 2 – 0                                                                  | Argentina                                                              | Superclásico de las Américas                                           | Lucas Moura Neymar                                                     | Cap: Ronaldinho                                                        |
| 7-10-2011                                                              | San José                                                               | Costa Rica                                                             | 0 – 1                                                                  | Brasile                                                                | Amichevole                                                             | Neymar                                                                 | Cap: Ronaldinho                                                        |
| 11-10-2011                                                             | Torreón                                                                | Messico                                                                | 1 – 2                                                                  | Brasile                                                                | Amichevole                                                             | Ronaldinho Marcelo                                                     | Cap: Ronaldinho                                                        |
| 10-11-2011                                                             | Libreville                                                             | Gabon                                                                  | 0 – 2                                                                  | Brasile                                                                | Amichevole                                                             | Sandro Hernanes                                                        | Cap: Luisão                                                            |
| 14-11-2011                                                             | Doha                                                                   | Brasile                                                                | 2 – 0                                                                  | Egitto                                                                 | Amichevole                                                             | 2 Jonas                                                                | Cap: T.Silva                                                           |
| 28-2-2012                                                              | San Gallo                                                              | Brasile                                                                | 2 – 1                                                                  | Bosnia ed Erzegovina                                                   | Amichevole                                                             | Marcelo autorete                                                       | Cap: T.Silva                                                           |
| 26-5-2012                                                              | Amburgo                                                                | Brasile                                                                | 3 – 1                                                                  | Danimarca                                                              | Amichevole                                                             | 2 Hulk autorete                                                        | Cap: T.Silva                                                           |
| 30-5-2012                                                              | Washington                                                             | Stati Uniti                                                            | 1 – 4                                                                  | Brasile                                                                | Amichevole                                                             | Neymar (rig.) Thiago Silva Marcelo Alexandre Pato                      | Cap: T.Silva                                                           |
| 3-6-2012                                                               | Washington                                                             | Messico                                                                | 2 – 0                                                                  | Brasile                                                                | Amichevole                                                             | -                                                                      | Cap: T.Silva                                                           |
| 9-6-2012                                                               | East Rutherford                                                        | Brasile                                                                | 3 – 4                                                                  | Argentina                                                              | Amichevole                                                             | Romulo Oscar Hulk                                                      | Cap: Sandro                                                            |
| 15-8-2012                                                              | Solna                                                                  | Svezia                                                                 | 0 – 3                                                                  | Brasile                                                                | Amichevole                                                             | Leandro Damião 2 Alexandre Pato 2 (rig.)                               | Cap: T.Silva                                                           |
| 7-9-2012                                                               | San Paolo                                                              | Brasile                                                                | 1 – 0                                                                  | Sudafrica                                                              | Amichevole                                                             | Hulk                                                                   |                                                                        |
| 10-9-2012                                                              | Recife                                                                 | Brasile                                                                | 8 – 0                                                                  | Cina                                                                   | Amichevole                                                             | Ramires 3 Neymar Lucas Moura Hulk autorete Oscar (rig.)                | Cap: D.Luiz                                                            |
| 19-9-2012                                                              | Goiânia                                                                | Brasile                                                                | 2 – 1                                                                  | Argentina                                                              | Superclásico de las Américas                                           | Paulinho Neymar (rig.)                                                 | Cap: Jefferson                                                         |
| 11-10-2012                                                             | Malmö                                                                  | Brasile                                                                | 6 – 0                                                                  | Iraq                                                                   | Amichevole                                                             | 2 Oscar Kakà Hulk Neymar Lucas Moura                                   | Cap: T.Silva                                                           |
| 16-10-2012                                                             | Breslavia                                                              | Giappone                                                               | 0 – 4                                                                  | Brasile                                                                | Amichevole                                                             | Paulinho 2 Neymar 1 (rig.) Kakà                                        | Cap: T.Silva                                                           |
| 14-11-2012                                                             | East Rutherford                                                        | Brasile                                                                | 1 – 1                                                                  | Colombia                                                               | Amichevole                                                             | Neymar                                                                 | Cap: T.Silva                                                           |
| 21-11-2012                                                             | Buenos Aires                                                           | Argentina                                                              | 2 – 1 (3-4 dtr)                                                        | Brasile                                                                | Superclásico de las Américas                                           | Fred                                                                   | Cap: Réver                                                             |
| Totale                                                                 |                                                                        | Presenze                                                               | 33                                                                     |                                                                        | Reti                                                                   | 68                                                                     |                                                                        |

#### Nazionale Olimpica
| Squadra          | Naz                | da            | a              | Record | Record | Record | Record     | Record | Record | Record | Record |
| G                | V                  | N             | P              | GF     | GS     | DR     | Vittorie % |        |        |        |        |
| ---------------- | ------------------ | ------------- | -------------- | ------ | ------ | ------ | ---------- | ------ | ------ | ------ | ------ |
| Brasile Olimpica | Brasile (bandiera) | 2 luglio 2012 | 11 agosto 2012 | 7      | 6      | 0      | 1          | 18     | 7      | +11    | 85,71  |

| Cronologia completa delle presenze e delle reti in nazionale ― Brasile olimpica | Cronologia completa delle presenze e delle reti in nazionale ― Brasile olimpica | Cronologia completa delle presenze e delle reti in nazionale ― Brasile olimpica | Cronologia completa delle presenze e delle reti in nazionale ― Brasile olimpica | Cronologia completa delle presenze e delle reti in nazionale ― Brasile olimpica | Cronologia completa delle presenze e delle reti in nazionale ― Brasile olimpica | Cronologia completa delle presenze e delle reti in nazionale ― Brasile olimpica | Cronologia completa delle presenze e delle reti in nazionale ― Brasile olimpica |
| Data                                                                            | Città                                                                           | In casa                                                                         | Risultato                                                                       | Ospiti                                                                          | Competizione                                                                    | Reti                                                                            | Note                                                                            |
| ------------------------------------------------------------------------------- | ------------------------------------------------------------------------------- | ------------------------------------------------------------------------------- | ------------------------------------------------------------------------------- | ------------------------------------------------------------------------------- | ------------------------------------------------------------------------------- | ------------------------------------------------------------------------------- | ------------------------------------------------------------------------------- |
| 20-7-2012                                                                       | Middlesbrough                                                                   | Regno Unito olimpica                                                            | 0 – 2                                                                           | Brasile olimpica                                                                | Amichevole                                                                      | Sandro Neymar (rig.)                                                            | Cap: T.Silva                                                                    |
| 26-7-2012                                                                       | Cardiff                                                                         | Egitto                                                                          | 2 – 3                                                                           | Brasile                                                                         | Olimpiadi 2012 - 1º turno                                                       | Rafael Leandro Damiao Neymar                                                    | Cap: T.Silva                                                                    |
| 29-7-2012                                                                       | Manchester                                                                      | Brasile                                                                         | 3 – 1                                                                           | Bielorussia                                                                     | Olimpiadi 2012 - 1º turno                                                       | Alexandre Pato Neymar Oscar                                                     | Cap: T.Silva                                                                    |
| 1-8-2012                                                                        | Newcastle upon Tyne                                                             | Brasile                                                                         | 3 – 0                                                                           | Nuova Zelanda                                                                   | Olimpiadi 2012 - 1º turno                                                       | Danilo Leandro Damiao Sandro                                                    | Cap: T.Silva                                                                    |
| 4-8-2012                                                                        | Newcastle upon Tyne                                                             | Brasile                                                                         | 3 – 2                                                                           | Honduras                                                                        | Olimpiadi 2012 - Quarti di finale                                               | 2 Leandro Damiao Neymar (rig.)                                                  | Cap: T.Silva                                                                    |
| 7-8-2012                                                                        | Manchester                                                                      | Corea del Sud                                                                   | 0 – 3                                                                           | Brasile                                                                         | Olimpiadi 2012 - Semifinale                                                     | Romulo 2 Leandro Damiao                                                         | Cap: T.Silva                                                                    |
| 11-8-2012                                                                       | Londra                                                                          | Brasile                                                                         | 1 – 2                                                                           | Messico                                                                         | Olimpiadi 2012 - Finale                                                         | Hulk                                                                            | Cap: T.Silva                                                                    |
| Totale                                                                          |                                                                                 | Presenze                                                                        | 7                                                                               |                                                                                 | Reti                                                                            | 18                                                                              |                                                                                 |

## Palmarès

### Allenatore

#### Competizioni statali
- Copa Sul-Minas: 1

Guarani-RS: Selezione 2002
- Campionato Gaúcho: 2

Grêmio: 2006, 2007
- Campionato paulista: 1

Corinthians: 2009
- Campionato Mineiro: 2

Cruzeiro: 2018, 2019
- Recopa Gaúcha: 1

Grêmio: 2025

#### Competizioni nazionali
- Campionato brasiliano di seconda divisione: 2

Grêmio: 2005
Corinthians: 2008
- Coppa del Brasile: 3

Corinthians: 2009
Cruzeiro: 2017, 2018